# Porbandar
Porbandar (en gujarati: પોરબંદર) es una ciudad costera de la India en el estado de Guyarat, más conocida por ser el lugar de nacimiento de Mahatma Gandhi y Sudama (amigo de Krishna). Es el centro administrativo del distrito de Porbandar.

## Historia

### Asentamiento de la cultura Harappa (1600-1400 AC)
Exploraciones en tierra dentro y alrededor de Porbandar sacaron a la luz por primera vez los restos de uno de los últimos asentamientos de Harappa que data de los siglos XVI a XIV AC, muy similares a los de Bet Dwarka. Esta es otra evidencia que sugiere que el legado "Harappa" de actividad marítima continuó hasta el final del período de los "Harappa" en la costa Saurashtra. 
El descubrimiento de antiguos muelles a lo largo del arroyo Porbandar muestran la importancia de la ciudad, como un activo centro de actividades marítimas en el pasado. La mitología hindú dice que es el lugar de nacimiento de Sudhaama (amigo de Krishna), de ahí que sea conocido como Sudhaamapuri o Sudhamapuri.

### Principado de Porbandar (1600 dC en adelante)

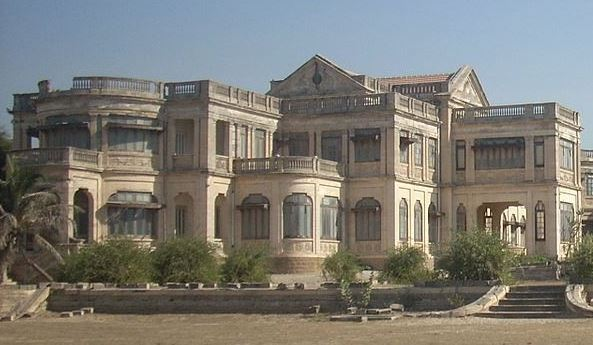
El Palacio "Huzoor", construido por el último gobernante del Principado de Probandar, Rana Natwarsinhji, a comienzos del.

Porbandar era antiguamente la sede del homónimo estado-principado de la India británica . La familia gobernante del estado pertenecía a los "Jethwa", un clan de "Rajputs" establecidos en la zona desde mediados del siglo XVI.
Este estado estaba subordinado al gobernador "mughal" de Guyarat hasta que fue invadido por los Marathas en la segunda mitad del siglo XVIII, después de lo cual quedó bajo la autoridad de la "Dinastía Gaekwad" de Baroda, y, finalmente, bajo los Peshwa . Al igual que los otros estados de Kathiawar. El estado por primera vez estuvo bajo la influencia británica en 1807, cuando la Compañía Británica de las Indias Orientales(HEIC) les garantizo la seguridad en la zona a a cambio de un tributo anual fijo que se pagaba a los Peshwa y a los Gaekwad. En 1817, los Peshwa cedieron su parte a la HEIC, en 1820, los Gaekwad aceptaron que la HIEC les cobrara sus tributos de Kathiawar y remitiese los mismos a su tesoro.
Durante el Reinado del Raj , llegó a cubrir una superficie de 1.663 km² , que abarcaba 106 aldeas y una población en 1921, de más de 100.000 personas. Gozó de un ingreso de Rs.21.000.000. En 1947, los gobernantes mantenían los títulos de "alteza" y el de "Rana Maharaja Sahib", el cual les daba derecho a un saludo de 13 armas de fuego como una distinción hereditaria.
Tras la independencia de la India en 1947, el Estado se adhirió a la dominio de la India. Se fusionó con el Estado Unido de Kathiawar el 15 de febrero de 1948 y finalmente llegó a formar parte del actual Estado de Guyarat .

### Actualidad

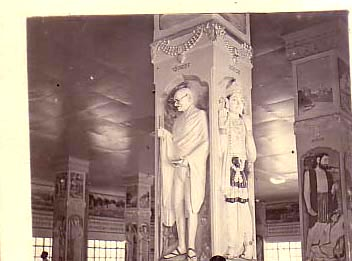
Imagen de Mahatma Gandhi en
el Gita Mandir, Porbandar

A pesar de ser la cuna de uno de los líderes más famosos del mundo, Porbandar carece de infraestructura turística importante, aunque el área alrededor de la casa de Mahatma Gandhi ha sido restaurado para convertirse en un templo de paz.
La queja principal de los turistas es que la ciudad no es muy conocida y que el tráfico pesado hace que los viajes en bus tomen muchas horas.
Porbandar tiene una excelente playa que podría convertirse en una atracción turística importante, sin embargo, el gobierno ha fracasado en asegurar su limpieza, aunque el océano por sí mismo se mantiene bastante limpio. Se llevaron a cabo obras de mantenimiento en el año 2003 para dar a la playa de Chowpati un nuevo aspecto enfocados en atraer un número mayor de turistas y viajeros. 
Aunque el cuerpo cívico local no presta suficiente atención a la limpieza, su condición se puede decir que es mejor que muchas de las playas del país. Las industrias pesqueras dan muchos puestos de trabajo a la ciudad y los distritos vecinos.

## Geografía
Se encuentra a una altitud de 6 m s. n. m. a 439 km de la capital estatal, Gandhinagar, en la zona horaria UTC +5:30.

### Clima
Porbandar tiene un clima cálido semiárido (según la clasificación climática de Köppen BSh) con tres estaciones distintas: la “fresca” de octubre a marzo, la “calurosa” en abril, mayo y principios de junio, y la “lluviosa” monzónica desde mediados de junio hasta septiembre.
Casi no llueve fuera de la temporada del monzón, a excepción de unos pocos ciclones tropicales al final de la temporada. El más poderoso ocurrió el 22 de octubre de 1975 y produjo una marejada ciclónica de 4 metros. Durante la temporada de los monzones, las precipitaciones son extremadamente erráticas: la precipitación anual ha sido tan baja como 32,2 milímetros en 1918 y 34,3 milímetros en 1939, pero tan alta como 1.850,6 milímetros en 1983, cuando un ciclón causó 1.100 milímetros para caer en cuatro días, y 1.251,7 milímetros en 1878.
Con un coeficiente de variación que excede el cincuenta por ciento y una expectativa de solo el 41 por ciento de la precipitación media anual en el año más seco de cada diez, la región de Porbandar se encuentra entre las más variables del mundo comparable al norte de Australia, el sertón brasileño y las Islas de la Línea kiribatesa.
Se puede ver una ilustración de las precipitaciones extremadamente variables de Porbandar desde 1899 hasta 1905, cuando siete años sucesivos produjeron caídas anuales de:
83.4 milímetros en 1899
1,185.1 milímetros en 1900
99.8 milímetros en 1901
756.9 milímetros en 1902
575.2 milímetros en 1903
124.5 milímetros en 1904 y
134.4 milímetros en 1905
| Parámetros climáticos promedio de Porbandar (1981-2010) | Parámetros climáticos promedio de Porbandar (1981-2010) | Parámetros climáticos promedio de Porbandar (1981-2010) | Parámetros climáticos promedio de Porbandar (1981-2010) | Parámetros climáticos promedio de Porbandar (1981-2010) | Parámetros climáticos promedio de Porbandar (1981-2010) | Parámetros climáticos promedio de Porbandar (1981-2010) | Parámetros climáticos promedio de Porbandar (1981-2010) | Parámetros climáticos promedio de Porbandar (1981-2010) | Parámetros climáticos promedio de Porbandar (1981-2010) | Parámetros climáticos promedio de Porbandar (1981-2010) | Parámetros climáticos promedio de Porbandar (1981-2010) | Parámetros climáticos promedio de Porbandar (1981-2010) | Parámetros climáticos promedio de Porbandar (1981-2010) |
| Mes                                                     | Ene.                                                    | Feb.                                                    | Mar.                                                    | Abr.                                                    | May.                                                    | Jun.                                                    | Jul.                                                    | Ago.                                                    | Sep.                                                    | Oct.                                                    | Nov.                                                    | Dic.                                                    | Anual                                                   |
| ------------------------------------------------------- | ------------------------------------------------------- | ------------------------------------------------------- | ------------------------------------------------------- | ------------------------------------------------------- | ------------------------------------------------------- | ------------------------------------------------------- | ------------------------------------------------------- | ------------------------------------------------------- | ------------------------------------------------------- | ------------------------------------------------------- | ------------------------------------------------------- | ------------------------------------------------------- | ------------------------------------------------------- |
| Temp. máx. abs. (°C)                                    | 35.9                                                    | 38.4                                                    | 43.1                                                    | 44.0                                                    | 45.5                                                    | 40.8                                                    | 35.4                                                    | 35.4                                                    | 40.3                                                    | 41.4                                                    | 39.7                                                    | 37.2                                                    | 45.5                                                    |
| Temp. máx. media (°C)                                   | 29.3                                                    | 30.5                                                    | 32.9                                                    | 33.5                                                    | 33.5                                                    | 33.3                                                    | 31.4                                                    | 30.3                                                    | 31.7                                                    | 34.7                                                    | 33.9                                                    | 31.0                                                    | 32.2                                                    |
| Temp. mín. media (°C)                                   | 14.2                                                    | 15.8                                                    | 19.5                                                    | 22.6                                                    | 26.2                                                    | 27.9                                                    | 26.8                                                    | 25.9                                                    | 25.0                                                    | 22.6                                                    | 19.1                                                    | 15.8                                                    | 21.8                                                    |
| Temp. mín. abs. (°C)                                    | 2.0                                                     | 5.9                                                     | 8.7                                                     | 15.0                                                    | 19.2                                                    | 20.7                                                    | 18.7                                                    | 22.2                                                    | 19.2                                                    | 15.3                                                    | 11.0                                                    | 6.4                                                     | 2.0                                                     |
| Precipitación total (mm)                                | 1                                                       | 1                                                       | 0                                                       | 0                                                       | 2                                                       | 98                                                      | 249                                                     | 155                                                     | 78                                                      | 8                                                       | 13                                                      | 1                                                       | 607                                                     |
| Días de lluvias (≥ 1 mm)                                | 1                                                       | 1                                                       | 0                                                       | 0                                                       | 1                                                       | 3                                                       | 9                                                       | 7                                                       | 3                                                       | 1                                                       | 1                                                       | 1                                                       | 25                                                      |
| Humedad relativa (%)                                    | 40                                                      | 43                                                      | 49                                                      | 57                                                      | 68                                                      | 72                                                      | 77                                                      | 77                                                      | 70                                                      | 52                                                      | 42                                                      | 41                                                      | 57                                                      |
| Fuente: India Meteorological Department                 |                                                         |                                                         |                                                         |                                                         |                                                         |                                                         |                                                         |                                                         |                                                         |                                                         |                                                         |                                                         |                                                         |

## Demografía
Según estimación 2011 contaba con una población de 144 945 habitantes.

## Puerto
Porbandar es también una antigua ciudad portuaria, en la actualidad tiene un puerto capaz de operar en todo tipo de clima, con unas instalaciones de atraque directo de hasta 50.000 barcos DWT.

## Transporte
El transporte local de la ciudad incluye el "City Bus" (operado por la compañía Kargil parivahn) que conecta a la zona principal de la ciudad y el Auto rickshaw . Sudama Chowk es el eje principal de autobuses urbanos y taxis privados.
La ciudad está bien comunicada por carretera, ferrocarril y aire.
La ciudad está conectada a través de la autopista nacional 8B conectándose con Rajkot y Ahmedabad. La Autopista Nacional 8E (También conocida como Autopista Estatal 6) se conecta a Jamnagar, Dwarka en el norte y Veraval, Bhavnagar en el sur.
El transporte público, es mayormente cubierto tanto por autobuses privados como por otros autobuses que facilita el gobierno.
Autobuses ST "State Transport Corporation" (Corporación de Transporte del Estado operado por el Gobierno) 
Estación de Trenes 
Aeropuerto de la Autoridad Aeroportuaria de la India "Airport Authority of India"(AAI)

## Lugares de interés
- Kirti Mandir: (lugar de nacimiento de Mahatma Gandhi)
- Sudama Mandir
- Bharat Mandir
- Gita Mandir
- Gayatri Mandir
- Ram Dhoon Mandir
- Templo Rokadia Hanuman
- Sandipani Vidyaniketan
- Santuario de Aves
- Rana de Bapu Mahal
- Chowpati
- Satyanarayan de Mandir
- Parque Kamla Nehru
- Sai Baba Dat Sai Mandir
- Shri Hari Mandir
- Vandis (centros comunitarios)
- Misión Ram Krishna
- Planetario Nehru
- Tara Mandir: (Tara es la palabra en Gujarati para estrellas)
- Swaminarayan Mandir
- Bhutnath Mandir - se encuentra OPP. Bhavshiji Hospital (Hospital Civil)
- Chadeshwar Mahadev y Templo Ajani Mataji

## Universidades
- Sandipani Vidhyaniketan
- Arya Kanya Gurukul
- Dr. VR Godhaniya College
- Maharshi Dayanand Facultad de Ciencias
- Shri KH Madhwani College
- Dhanjibhai D. Kotiyawala Municipal (DDKM) Facultad de Derecho
- Colegio de Profesores de Posgrado Ramba
- VJ Modha College
- Swaminarayan Colegio PTC, Chhaya , Swaminarayan Gurukul, Chhaya.
- Kendriya Vidhyalay.

## Escuelas
- K. B. Joshi High School (Gujarati Medium School) para Niñas en Chhaya, Porbandar
- St Joseph cmi school Adityana www.stjosephporbandar.org
- La Saint Mary's School en Porbandar.
- La Escuela M.E.M. de Porbandar, esta fue la primera escuela de inglés medio en Porbandar.
- La Victoria Jubilee (V.J.) Madressa, Es una escuela secundaria para Chicos y Chicas
- La Escuela Secundaria de Birlasagar
- Kendriya Vidyalay, es una escuela de inglés medio.
- Swaminarayan Gurukul es una organización educativa en la ciudad sirviendo en idioma Gujarati- y educación de Inglés medio.
- O.N.Modha Vidhayalya es una escuela grande en khapat porbandar
- Rajeshwari Computer Ravlia plot.
- Escuela pública "Navyug vidhayalay", localizada en medio de la ciudad, la mayoría de los estudiantes estudian allí.
- La Escuela "Bharti vidhayalaa", Primaria y secundaria para Chicos y Chicas, en Chaaya Choki, Porbandar.
- Escuela de Inglés & Gujarati Medio "Cham Memorial", En "new fountain", Porbandar, es también una buena escuela. Fundada por el último "Shri" Kanjibhai D. Cham.

## Industrias
- SAUKEM (Saurashtra Chemicals Limited)
- Surahstra (Hathi) Cement Limited.
- D R Garment Pvt. Ltd.
- GeoSoft Consultancy Services Pvt. Ltd.[9]
- Gangotri Dairy Products Pvt. Ltd.
- Orient Abrasives Ltd.
- Silver Sea Food